# رمالة (سمك)
الرَّمالة هو جنس من فصيلة الرماليات موطنها المحيطات الشمالية.